# Guerra veneciano-albanesa
La Guerra Veneciano-albanesa de 1447 a 1448 se libró entre las fuerzas venecianas y otomanas contra los albaneses bajo George Kastrioti Skanderbeg. La guerra fue el resultado de una disputa entre la República y la familia Dukagjini por la posesión de la fortaleza de Dagnum. Skanderbeg, entonces aliado de la familia Dukagjini, movió contra varios pueblos retenidos venecianas a lo largo de la costa de Albania, con el fin de presionar a los venecianos en la restauración Dagnum. En respuesta, la República envió una fuerza local para aliviar el asedio de la sitiada fortaleza de Dagnum, e instó al Imperio Otomano a enviar una fuerza expedicionaria en Albania. En ese momento los otomanos ya estaban sitiando la fortaleza de Svetigrad, estirando los esfuerzos de Skanderbeg.
Sin embargo, la Liga de Lezhë derrotó tanto a las fuerzas venecianas y a la expedición otomana. La Liga ganó sobre las fuerzas venecianas el 23 de julio de 1448 a las puertas de Scutari, y a las fuerzas de los otomanos tres semanas más tarde, el 14 de agosto de 1448, en la Batalla de Oronichea. La República, a partir de entonces, se fue con unos soldados para defender la Albania veneciana. Como resultado, la Liga pronto firmó la paz con la República de Venecia, mientras continúa la guerra contra el Imperio Otomano. Después de la Guerra Veneciano-albanesa de 1447-1448, Venecia no impugnó nada serio a Skanderbeg o la Liga, lo que permitió a Skanderbeg enfocar sus campañas contra el Imperio Otomano.

## Antecedentes
En 1444, Skanderbeg había logrado unir a los principales príncipes albaneses bajo su liderazgo en la Liga de Lezhë, y una confederación de todos los Principados albaneses fue creado. Se sintieron Destacados dentro de la alianza, cuando Nicolas Dukagjini, un miembro de la familia Dukagjini, una poderosa familia en el norte de Albania, embosco y asesinado a Lekë Zaharia Altisferi, príncipe de Dagnum y también miembro de la Liga. Zaharia no tenía herederos, y los que organizaron el asesinato ganaron fácilmente más influencia en Dagnum. El año en el que fue asesinado Zaharia no se graba. Un documento de fecha veneciana al 4 de enero de 1445, menciona a Zaharia como el señor vez de Dagnum que fue dado a Boxia, la madre de Zaharia. El cronista veneciano Stefano Magno dice que Zaharia fue asesinado cerca de la llegada del año 1445.
Los dos príncipes habían estado en disputa sobre quién debe casarse con Irene Dushmani, la única hija de Lekë Dushmani, príncipe de Zadrima. En 1445, los príncipes albaneses habían sido invitados a la boda de la hermana menor de Skanderbeg, Mamica, que estaba siendo casada con Muzaka Thopia. Irene entró en la boda y comenzaron las hostilidades. Dukagjini preguntó a Irene se casaría con él, pero Zaharia, que estaba borracho, vio esto, y agredió a Dukagjini. Algunos príncipes intentaron detener la pelea, pero solo más personas se involucraron. Varias personas murieron o resultaron heridas antes de que se establezca la paz. Ninguno de los dos antagonistas habían sufrido ningún daño físico, pero después del evento Dukagjini se humilló moralmente.
La muerte de Zaharia dejó su principado sin sucesor. Como resultado su madre le entregó la fortaleza a la Albania veneciana, un tramo de posesiones de la República de Venecia.  Skanderbeg instó a los legados venecianas que Dagnum (junto con Sati, Gladri y Dushmani que había sido tomada por Venecia) debía ser restaurado a la Liga ya que guardaba una importante ruta comercial, pero Venecia se negó y, en consecuencia, Skanderbeg se preparó para la guerra contra la propia República.
La Liga pronto envió emisarios a sus vecinos, Stefan Crnojević y Đurađ Branković. Branković, un señor del Despotado de Serbia, que también estaba en disputa con Venecia sobre el Principado de Zeta, mostró su voluntad de ayudar a Skanderbeg contra la República, pero no contra el Imperio otomano. Los venecianos enviaron un embajador a Skanderbeg ofreciéndole 1000 ducados, pidiéndole dejar de lado todas las pretensiones sobre Dagnum; a cambio los albaneses protegerían el país y mantendrían las carreteras libres de violencia. Skanderbeg, sin embargo, se negó a aceptar la oferta y las hostilidades continuaron, se instó por Alfonso V de Aragón para ir a la guerra. Junto con la familia Spani, la familia Dushmani estaba en contra de la guerra con Venecia y no participó en ello.

## Campañas iniciales
En diciembre de 1447, después de salir con una fuerza de protección de entre tres y cuatro mil hombres bajo Vrana Konti para custodiar la frontera en caso de una incursión otomana, Skanderbeg se voltea hacia Dagnum con una fuerza de 14.000 hombres. Inicialmente ofreciendo a la guarnición de Dagnum la oportunidad de rendirse, sitió rápidamente la fortaleza al rechazo. Con el fin de presionar a los venecianos, Skanderbeg también se volvió hacia Durazzo, otra posesión de la Albania veneciana, cerrando el paso de suministros a la ciudad. Este movimiento obliga a Venecia redirigir a Durazzo dos galeras, que inicialmente se dirigían a Creta, con el fin de velar por los acontecimientos allí.
Para entonces Venecia había tratado a Skanderbeg como un vasallo otomano rebelde, etc. El 4 de marzo de 1448 una pensión vitalicia de 100 ducados de oro al mes se le ofreció a cualquiera que quisiera asesinar a Skanderbeg.  En mayo, las fuerzas otomanas sitiaron Svetigrad, poniendo gran tensión en las campañas de Skanderbeg. El 27 de junio de 1448 Venecia envió a Andrea Venier, entonces Provveditore en el Castillo Rozafa, para tratar de persuadir a los otomanos de invadir Albania. Después, Venecia también envió a Venier para satisfacer con Skanderbeg con el fin de convencerlo de romper las hostilidades, y también trató de empujar al clan Dukagjini lejos de su alianza con Skanderbeg. A pesar de las medidas tomadas por los venecianos, Skanderbeg marchó hacia Scutari sin cesar. También se atrevieron los venecianos a enviar una fuerza para derrotarlo.  El asedio de Dagnum continuó, sin embargo, con una fuerza de 4.000 que Skanderbeg había dejado atrás. 

## Batalla del río Drin y la expedición otomana
El 23 de julio de 1448 Skanderbeg cruzó el río Drin con 10.000 hombres, encontrándose con una fuerza veneciana de 15.000 hombres bajo el mando de Daniele Iurichi, gobernador de Scutari. Las fuerzas venecianas estaban compuestas en gran parte de mercenarios locales, formando el centro de la línea de Iurichi. Incluyeron fuerzas bajo Koja y Andreas Humoj, Simeón Vulkata, Vasilije Ugrin, la familia Zapa (Jovan y su hermano), la familia Pedantari (siete hermanos Pedantari y muchos otros), la familia Moneta (tres hijos de Rajko Moneta), la familia Malonši (Petar con sus dos hijos), y Busa Sornja que estaban como Pronoia.  Iurichi se posiciona a sí mismo en la banda izquierda con sus fuerzas de Dalmacia, mientras que la derecha se compone de nativos italianos. Skanderbeg posicionó a su guardia personal en la banda derecha, frente a Iurichi.  El centro del ejército de Skanderbeg fue ordenado por Tanush Thopia, y el derecho por Moisés de Dibra.
Kanderbeg ordenó a sus tropas qué esperaran y abrió la batalla al pedir que una fuerza de arqueros abriera fuego en la línea de Venecia.  Pronto, el ala derecha albanesa avanzó a participar primero y logró empujar la banda izquierda veneciana hacia atrás, mientras que el centro y la derecha frente al centro de Venecia y se fueron. El avance logra atacar las brechas en las líneas venecianas, causando desorden entre sus filas. La batalla continuó durante horas hasta que grandes grupos de soldados venecianos comenzaron a huir. Skanderbeg, al ver a sus adversarios en fuga, ordenó una ofensiva a gran escala, el enrutamiento de todo el ejército veneciano. Los soldados de la República fueron perseguidos derecho a las puertas de Scutari, y los prisioneros venecianos desfilaron posteriormente fuera de la fortaleza.
Los albaneses lograron infligir 2.500 bajas en la fuerza de Venecia, además de la captura de 1000 hombres. El ejército de Skanderbeg sufrió 400 bajas, la mayoría en la banda derecha. La presencia veneciana en Albania se debilitó y las guarniciones en las ciudades disminuyeron.
Skanderbeg se retiró de la zona para combatir una invasión otomana. Antes de irse, dejó la guarnición del fuerte de Baleč (Balsha) cerca de Dagnum, bajo el mando de Marin Spani. Andrea Venier ordenó la captura de Balec después que Skanderbeg lo había dejado, lo que obligó a evacuar a Marin Spani de ella. Venier luego la quemó hasta los cimientos. En represalia, Hamza Kastrioti, uno de los colegas de spani, atacó una fortaleza veneciana cerca, con los pocos hombres que tenía, pero fue derrotado. 
A pesar de los contratiempos, mientras él estaba ausente, Skanderbeg siguió centrándose en la campaña contra la incursión otomano-veneciana saliendo victorioso en la Batalla de Oronichea en agosto de 1448. La fuerza expedicionaria Otomana fue aplastada el 14 de agosto, con el comandante otomano Mustafa Pasha fue capturado. La pérdida de Balsha a los venecianos, sin embargo, obligó a Skanderbeg seguir asaltando territorio veneciano.

## Consecuencias
Con Durazzo, Scutari, y Dagnum en el punto de entrega y al ver a un ejército albanés victorioso después de la Batalla de Oronichea, los venecianos enviaron a Andrea Venier a entablar negociaciones de paz con los albaneses.  La conferencia se celebró en Alessio y se firmó la paz con Skanderbeg y George Arianiti que representó a los otros príncipes el 4 de octubre de 1448. Los firmantes acordaron que Venecia mantendría Dagnum. A cambio, los venecianos estuvieron de acuerdo en que Skanderbeg recibiría una pensión anual de 1.400 ducados y una exención de impuestos anual de 200 cargas de caballos de sal de Durazzo. También se hizo un acuerdo para establecer privilegios comerciales entre Arianiti, aliado de Skanderbeg y Venecia. Por otra parte, un refugio en Venecia sería ofrecido en caso de que Skanderbeg fuese expulsado de Albania y dos prendas rojas serían dadas a Skanderbeg a cambio de dos halcones alterados desde el albanés. Sin embargo, las amenazas seguían intercambiados entre ambas partes y las escaramuzas no oficiales continuaron.
Venecia ya no lo desafió abiertamente. Otro tratado fue firmado en 1463, cuando Venecia fue a la guerra con los turcos. Sin embargo, no hubo paz entre los otomanos y Skanderbeg hasta 1463, antes de la guerra otomano-veneciana del mismo año, que se retiró a Macedonia y se prepara para una nueva invasión de Albania después de su derrota en Oronichea. Durante la guerra veneciano-albanesa, que había tomado Svetigrad después de varios meses de asedio. Desde allí, se podía cruzar a Albania sin inhibiciones.
- Datos: Q25404339